# Kovový monolit v Utahu
Kovový monolit v Utahu je struktura neznámého původu, objevená během listopadu 2020 v utažském okrese San Juan biology, kteří z helikoptéry počítali divoké horské ovce. V noci na 28. listopadu objekt odstranili čtyři obyvatelé Moabu.

## Objev a popis
Průzkum ovcí tlustorohých byl prováděn Utažským oddělením přírodních zdrojů (Utah Division of Wildlife Resources). Jeden z biologů zahlédl z výšky neobvyklou strukturu a požádal pilota Breta Hutchingse, aby nad předmětem znovu přeletěl.
Objekt se nalézá v oblasti červených skalisek. Je 291 cm vysoký, 58 cm široký, kovový (pláty z nerezové oceli nebo z hliníku, spojené nýty), trojúhelníkového průřezu, uvnitř dutý (avšak vyplněný pravděpodobně pěnou), pevně zaražený do podloží.

## Spekulace o původu
Objekt se na své místo dostal nejspíše mezi dubnem 2016 a říjnem 2016, což bylo určeno na základě porovnání satelitních snímků oblasti. Na některých fotografiích může připomínat monolit z Kubrickova kultovního filmu 2001: Vesmírná odysea.
Podobné konstrukce jsou známy od umělců Richarda Serra a Johna McCrackena.
Ani po odstranění monolitu 28. listopadu 2020 spekulace o jeho původu a důvodech jeho instalace neutichly.

## Legalita uměleckých děl na veřejných pozemcích
Utažské Oddělení veřejné bezpečnosti vydalo prohlášení, že instalace uměleckých děl na veřejných pozemcích bez povolení „je ilegální, bez ohledu na to, z které jste planety“.

## Umístění

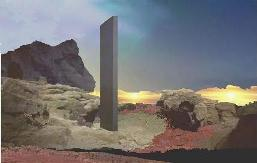
Deskový monolit na obraze Georgese Yatridèse, který se objevil ve scéně filmu 2001: Vesmírná odysea

Umístění monolitu bylo posádkou vrtulníku tajeno, neboť jde o odlehlou oblast, v níž by se zájemci o nalezení monolitu mohli snadno ztratit. Na Redditu bylo přesto jistým uživatelem místo odhaleno na základě informací o letu vrtulníku z radaru a satelitních snímků Google Earth. Místo se následně stalo turistickou atrakcí, dokud ještě téhož měsíce objekt nezmizel.

## Zmizení
V noci na 28. listopadu byl objekt odstraněn. K odstranění se po několika dnech přihlásil ochránce přírody Sylvan Christensen, který tak učinil se třemi obyvateli Moabu. Důvodem měl být velký zájem turistů o lokalitu, způsobující poškozování místní přírody.

## Následný výskyt v Rumunsku a v Kalifornii
V souvislosti se zmizením utažského monolitu se objevila zpráva, že podobný se objevil a byl opět tajně odstraněn také v Rumunsku. Poté ve středu 2. prosince 2020 se velmi podobný trojboký hranol objevil také v Kalifornii v parku Atascadero mezi San Franciskem a Los Angeles, ale již den nato opět zmizel, údajně odstraněn skupinou mladíků.